# Bengt Lundberg (1930–2001)
Bengt Lundberg, född 17 juni 1930 i Karlskrona amiralitetsförsamling, död 16 januari 2001 i Katarina församling i Stockholm, var en svensk arkitekt.
Lundberg, som var son till överlots Torsten Lundberg och Sigrid Johansson, avlade studentexamen i Stockholm 1952 och utexaminerades från Kungliga Tekniska högskolan 1957. Han anställdes hos arkitekterna Erik och Tore Ahlsén i Stockholm 1960. Han ingick 1958 äktenskap med arkitekt Marianne Gutke.